# Чі Чін Хі
Чі Чін Хі (кор. 지진희, нар. 24 червня 1971) — південнокорейський актор.

## Біографія
До початку своєї акторської кар'єри Чі Чін Хі працював фотографом у рекламному агентстві, але сталася фінансова криза і його звільнили. У 1999 році він вирішив спробувати розпочати акторську кар'єру хоча і вважав що в нього замало таланту. У тому ж році він знявся у відеокліпі, а у наступному році отримав першу невелику роль у телесеріалі. У наступні декілька років актор знімався у другорядних ролях у серіалах. У 2002 році він отримав першу роль у кіно в трилері «H». Проривною в акторській кар'єрі Чін Хі стала одна з головних ролей у популярному серіалі «Де Чан Гим» також відомому як «Перлина палацу», серіал став одним з найпопулярніших серіалів Південної Кореї та транслювався у багатьох країнах. Ця роль зробила Чін Хі упізнаваним у багатьох країнах, та його почали запрошувати зніматися у китайських, японських та тайванських фільмах та серіалах. Свою першу нагороду актор отримав у 2004 році за роль плейбоя та ледащо у романтичному серіалі «Квест на мільйон доларів для міс Кім».
Хоча Чін Хі здебільшого виконував ролі позитивних героїв, у наступні роки актор спробував змінити амплуа хорошого хлопця. У 2006 році він отримав головну роль у фільмі «Старий сад», в якому зіграв чоловіка який звільняється з в'язниці, провівши 17 років за ґратами за участь у антиурядовому повстанні. У наступному році він зіграв роль найманого вбивці що мстить за смерть свого брата-близнюка у бойовику «Су». У 2009 році Чін Хі видав книгу «Чі Чін Хі в Італії: Прогулянка у хмарах», в які описував свої подорожі по містам Італії та давав поради стосовно вибору вина.
У наступні декілька років він зіграв багато різнопланових ролей. У 2010 році він вдало виконав роль короля Сукчона в історичному серіалі «Дон Ї», серіал став одним з найпопулярніших серіалів року в Кореї, та транслювався у багатьох азійських країнах. У 2012 році Чін Хі зіграв молодого пілота у серіалі «Попіклуйся про нас, Капітан». У 2015 році в серіалі «Кров» він зіграв надмірно амбітного лікаря-вампіра який мріє створити ліки від усіх хвороб, для цього ставлячи досліди над невиліковно хворими людьми. Серіал не став надто популярним у Кореї, але став успішним закордоном. У 2018 році у серіалі «Туманний» Чін Хі зіграв роль колишнього прокурора який зараз працює адвокатом.

## Фільмографія

### Телевізійні серіали
| Рік  | Назва                                                      | Роль                                    | Мережа        |
| ---- | ---------------------------------------------------------- | --------------------------------------- | ------------- |
| 2000 | «Жіночий секретар»                                         |                                         | KBS2          |
| 2000 | «Красива людина»                                           |                                         | MBC           |
| 2000 | «Людина Джульєтти»                                         | Цой Синву                               | SBS           |
| 2001 | «Сонджу»                                                   |                                         | MBC           |
| 2001 | «Чотири сестри»                                            | Хан Тесук                               | MBC           |
| 2002 | «Вечір після проливного дощу» (корейсько-японський серіал) | Хон Деджін                              | MBC / Fuji TV |
| 2003 | «Любовний лист»                                            | Чан Вуджін                              | MBC           |
| 2003 | «Наш клас письма»                                          |                                         | MBC           |
| 2003 | «Прощальний вальс»                                         |                                         | MBC           |
| 2003 | «Де Чан Гим»                                               | Мін Чонхо                               | MBC           |
| 2003 | «Що в її холодильнику?»                                    |                                         | MBC           |
| 2004 | «Квест на мільйон доларів для міс Кім»                     | Пак Мойоль                              | SBS           |
| 2004 | «Повернення старшого брата»                                |                                         | MBC           |
| 2005 | «Весняний день»                                            | Ко Инхо                                 | SBS           |
| 2005 | «Рожеве життя»                                             | власник кафе                            | MBC           |
| 2005 | «100-та наречена» (тайванський серіал)                     | Хан Веї                                 |               |
| 2008 | «Прожектор»                                                | О Тесук                                 | MBC           |
| 2008 | «Зірковий коханець»                                        | колишній бойфренд Марі (камео, 8 серія) | SBS           |
| 2009 | «Той, хто не може одружитися»                              | Чо ЧеХі                                 | KBS2          |
| 2010 | «Дон Ї»                                                    | король Сукчон                           | MBC           |
| 2012 | «Попіклуйся про нас, Капітан»                              | Кім Юнсон                               | SBS           |
| 2012 | «Мій чоловік має сім'ю»                                    | пастор (камео, 19 серія)                | KBS2          |
| 2012 | «Великий провидець»                                        | Лі Сонгьо                               | SBS           |
| 2013 | «Агентство знайомств: Сірано»                              | Со Чоннам (камео, 1 серія)              | tvN           |
| 2013 | «Єдине тепле слово»                                        | Ю Чехак                                 | SBS           |
| 2015 | «Кров»                                                     | Лі Чеук                                 | KBS2          |
| 2015 | «Ресторан що працює допізна»                               | Йонсік (гість, 4 та 5 серії)            | SBS           |
| 2015 | «У мене є коханець»                                        | Цой Чін'ом                              | SBS           |
| 2015 | «Снігова квітка лотоса»                                    | Лі Сухьон                               | SBS           |
| 2016 | «Друга та остання любов»                                   | Ко Сансік                               | SBS           |
| 2018 | «Туманний»                                                 | Кан Теук                                | JTBC          |

### Фільми
| Рік  | Назва                                                 | Роль                         |
| ---- | ----------------------------------------------------- | ---------------------------- |
| 2002 | «H»                                                   | детектив Кан Техьон          |
| 2003 | «Якщо ти був би мною» (частина «Номінальна вартість») | водій                        |
| 2005 | «Можливо, кохання?» (китайський фільм)                | Монті                        |
| 2006 | «Чаруюча привабливість»                               | Пак Сокгю                    |
| 2007 | «Старий сад»                                          | О Хьонву                     |
| 2007 | «Су»                                                  | Чан Тесу                     |
| 2007 | «Зустріти батька»                                     | чоловік Ха Сунйон (камео)    |
| 2009 | «Рай» (телефільм)                                     | Ільхо                        |
| 2010 | «Паралельне життя»                                    | Кім Сокхьон                  |
| 2010 | «В пошуках дружини»                                   | Чі СонХі                     |
| 2011 | «Томас та його друзі» (анімаційний фільм)             | оповідач (корейський дубляж) |
| 2012 | «Вигадане кохання»                                    | Чуро                         |
| 2012 | «Приманка для привидів» (автор сценарію)              | —                            |
| 2014 | «На шляху» (китайський фільм)                         | Пак Чунхо                    |
| 2014 | «Погана сестра» (китайський фільм)                    |                              |
| 2015 | «Геліос» (гонконзький фільм)                          | Цой Мінхо                    |
| 2015 | «Літній сніг»                                         | Мьонхван                     |

### Кліпи
- Like a Third-rate Movie (Чо Сон Бін, 1999 рік)
- Once Upon a Day (Кім Бом Су[en]2000 рік)
- Never (Чо Сон Мо[en], 2001 рік)

## Нагороди і номінації
| Рік  | Нагорода                               | Категорія                                                 | Робота                                 | Результат | Примітки |
| ---- | -------------------------------------- | --------------------------------------------------------- | -------------------------------------- | --------- | -------- |
| 2004 | Премія SBS драма                       | Нагорода за високу майстерність (актор спеціальної драми) | «Квест на мільйон доларів для міс Кім» | Перемога  |          |
| 2009 | 23-тя Премія KBS драма                 | Нагорода за високу майстерність (актор)                   | «Той, хто не може одружитися»          | Номінація |          |
| 2009 | 23-тя Премія KBS драма                 | Нагорода за високу майстерність (актор мінісеріалу)       | «Той, хто не може одружитися»          | Перемога  |          |
| 2010 | Премія MBC драма                       | Нагорода за високу майстерність (актор)                   | «Дон Ї»                                | Перемога  |          |
| 2011 | Премія кабельного телебачення Гонконгу | Кращий актор                                              | «Дон Ї»                                | Перемога  |          |
| 2011 | Премія CETV                            | Топ-10 найгарячіших азіатів                               | «Дон Ї»                                | Перемога  |          |
| 2012 | Премія SBS драма                       | Нагорода за високу майстерність (актор спеціальної драми) | «Великий провидець»                    | Номінація |          |
| 2014 | Премія SBS драма                       | Нагорода за високу майстерність (актор спеціальної драми) | «Єдине тепле слово»                    | Номінація |          |
| 2015 | 4-та Зіркова Премія APAN               | Нагорода за високу майстерність (актор серіалу)           | «У мене є коханець»                    | Номінація |          |
| 2015 | Премія SBS драма                       | Краща пара разом з Кім Хьон Джу                           | «У мене є коханець»                    | Перемога  |          |
| 2015 | Премія SBS драма                       | Топ-10 зірок                                              | «У мене є коханець»                    | Перемога  |          |